# Малое Ходяшево
 Малое Ходяшево  — поселок в Зеленодольском районе Татарстана.  Входит в состав  городского поселения Нижние Вязовые.

## География
Находится в западной части Татарстана на расстоянии приблизительно 12 км на юг от районного центра города Зеленодольск в правобережной части района.

## История
Основан как деревня во второй половине XVIII века. Относился к приходу Спасской церкви село Большое Ходяшево. Здесь также проживали старообрядцы (в 1903 г. – 135 человек). В советское время работали колхозы «Заря Свободы», им. Суворова, им. Горького, позже СПК им.Горького, ООО «Альтаир-Свияга», АО «Авангард».

## Население
Постоянных жителей было в 1782 году – 126 душ мужского пола, в 1859 – 498, в 1897 – 533, в 1908 – 521, в 1920 – 417, в 1926 – 500.. Постоянное население составляло 57 человек  (русские 37%, татары 53%) в 2002 году, 47 в 2010.